# Théodore de Korwin Szymanowski
Pour les articles homonymes, voir Korwin et Szymanowski.
Théodore de Korwin Szymanowski, né Teodor Korwin Szymanowski, né le 4 juillet 1846 à Cygów en Mazovie et mort le 20 septembre 1901 à Kiev, est un écrivain politique et poète polonais.

## Biographie

Armoiries du clan Ślepowron et de la famille Korwin-Szymanowski.

### Jeunesse
Teodor Dyzma Makary Korwin Szymanowski est issu d’une très ancienne famille mazovienne de magistrats et de sénateurs, (le peintre Jacek Malczewski et le compositeur Karol Szymanowski sont ses cousins). Il naît le  4 juillet 1846 à la propriété familiale de Cygów, près de Radzymin en Pologne, deuxième des quatre enfants de Feliks Korwin-Szymanowski (pl) (1791-1867), chevalier de la Légion d’honneur, officier dans la campagne de Russie, et de Maria Łubieńska, petite-fille du comte Feliks Łubieński, ancien ministre de la Justice du duché de Varsovie.

### Formation
De 1857 à 1863, il fait ses études au collège jésuite Saint-Clément de Metz. Celles-ci sont interrompues, à l’insu de ses parents, par son départ clandestin du collège, avec un groupe de camarades polonais qui espèrent participer à l’Insurrection polonaise de 1861-1864 qui éclate pour de bon en janvier 1863. D’après le témoignage de son grand-oncle, Mgr Konstanty Ireneusz Łubieński (pl), il se fait arrêter à Cracovie.
De retour dans la maison familiale, en 1864 il est témoin de la libération des serfs dans la partie russe de la Pologne (voir Partitions de la Pologne), ce qui semble faire pour lui un futur lien entre le servage en Russie et l’esclavage en Afrique. À vingt ans, il hérite des biens de son père. Un mariage en 1874 avec Julia Bożeniec Jełowicka lui apporte des supports mais aussi une famille de 8 enfants. Son fils aîné est Feliks Maria Mateusz Korwin Szymanowski (pl), ingénieur centralien de Paris et prêtre.

## Carrière d’écrivain

### Anticipation d’une Europe unie
À l’époque connu surtout dans le milieu de la noblesse polonaise en déclin, dû à la russification du pays et éparpillée entre le territoire de l’ancien duché de Varsovie et l’Ukraine, les deux autres puissantes séparatistes, prussienne et autrichienne, et parmi les immigrés polonais en France, ses écrits polémistes en français n’émergent à la lumière du jour qu’au début du XXIe siècle,,. Dans L’Avenir économique, social et politique en Europe, Szymanowski propose une Europe unie (voir Marché commun européen), cernée par une union douanière, avec une banque centrale, une union monétaire et une devise commune, de préférence le franc français. Les dépenses gouvernementales seraient basées sur des statistiques avancées. Selon Szymanowski, ses théories surgissent de son analyse pratique du fonctionnement administratif de l’Empire russe. Or, il faudra attendre encore deux guerres mondiales et 70 ans pour que les architectes du projet européen, comme Robert Schuman et Jean Monnet parmi d’autres, mettent en place les principes posés par Théodore de Korwin Szymanowski.
Au moment même où il termine sa thèse sur l’Europe, en 1885, Théodore Szymanowski est obligé de quitter pour toujours sa terre natale avec sa famille et trouver un lieu d’exil dans l’Ukraine profonde où il entre dans une entreprise aléatoire d’exploitation des céréales. Il se sépare de la grande bibliothèque des Korwin Szymanowski qui est rétablie dans la propriété de son beau-frère et de sa sœur aînée, Bolesław et Jadwiga Nakwaski. Cette bibliothèque disparaîtra dans un incendie à Nakwasin en 1945 pendant le retrait des « troupes rouges ». Il continue ses écrits, ainsi qu’une correspondance, comme il avère dans ses ouvrages, avec les hauts-fonctionnaires du ministère des Finances à Saint-Pétersbourg et avec des députés français de l’Assemblée nationale pendant la Troisième République.

### Projet antiesclavagiste
Sa sensibilité au servage russe, qu’il observe dans sa jeunesse, nourrit son intérêt dans la question de l’esclavage africain et sa recherche d’une solution d’ordre économique autant que moral. En septembre 1890 il assiste au Congrès libre antiesclavagiste tenu à Paris, sous le patronat du pape Léon XIII,. Il y publie ses pamphlets sur les réformes parlementaires et douanières et deux sur la question de l’esclavage africain,,. Son idée pour secourir les Africains consiste surtout en une substitution de la traite des êtres humains par le commerce des minerais, soutenu par une banque centrale africaine qui permettrait aux habitants du continent d’être égaux avec les Européens.

### Poésies
Ses œuvres poétiques sont en langue polonaise. Sa dernière publication, un long poème allégorique en polonais, évoquant un personnage historique, Sophia Olelkovich Radziwill (en), une princesse biélorusse du XVIe siècle, qui refusa de renier sa foi orthodoxe lors de son mariage avec le Magnat catholique, Janusz Radziwiłł (1579-1620), paraît à Kiev. Par la suite, Szymanowski succombe aux soucis financiers et une longue maladie. Il s’éteint le 20 septembre 1901, à l’âge de 55 ans.

## Ouvrages

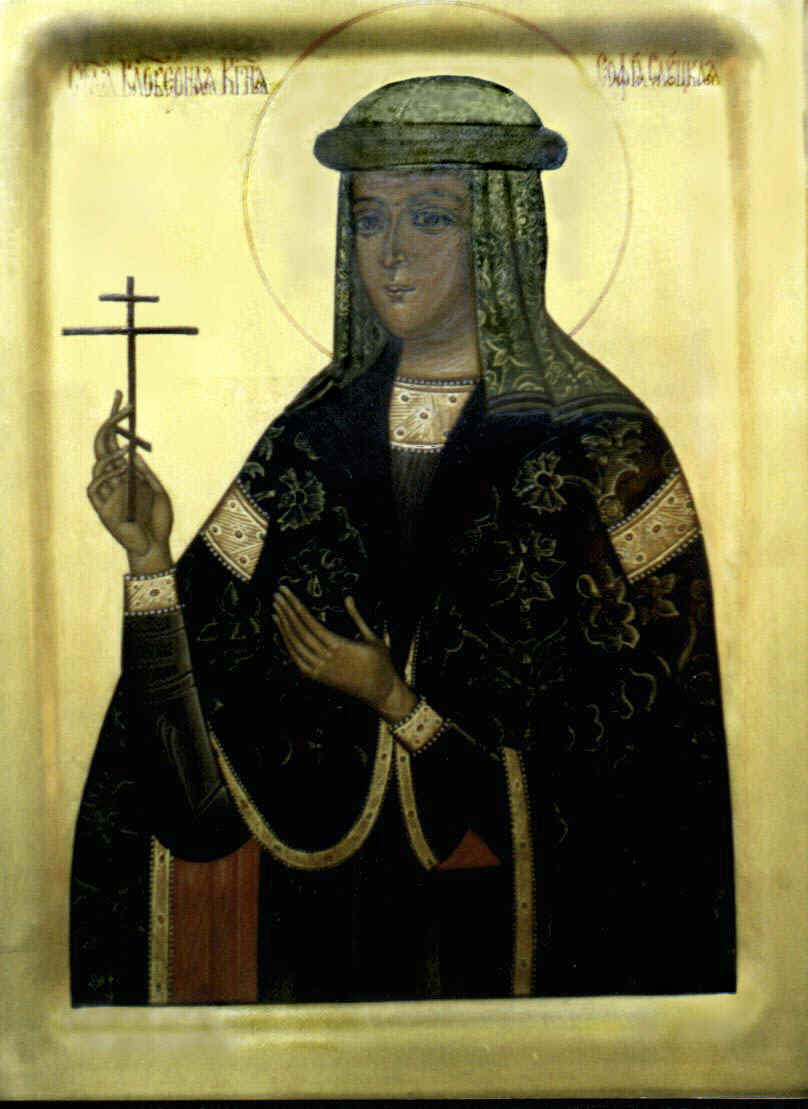
Icône de la princesse Sofia de Sloutsk (1585-1612). Épouse de Janusz Radziwiłł (1579-1620). Cathédrale du Saint-Esprit de Minsk.

- L’avenir économique, social et politique en Europe, Éd. H. Marot, Paris, 1885.
- À propos de la conférence de Berlin, Éd. Bourdarie, Paris, 1890.
- Conférence internationale douanière, Éd. Bourdarie, Paris, 1890.
- Conférence internationale sur les réformes parlementaires, Éd. Adolphe Reiff, Paris, 1890.
- L’Esclavage africain, Éd. Adolphe Reiff, Paris, 1891.

Poésie en polonais
- Historya świata część pierwsza - Stworzenie Aniołów, Éd. Adolphe Reiff, Paris, 1890.
- Zofija Olelkiewiczówna - księżniczka słucka, Éd. G. L. Frąckewicz, Kiev, 1891.